# Hermann Rasch
Pour les articles homonymes, voir Rasch.
Hermann Rasch (26 août 1914 - 10 juin 1974) est commandant de l'U-Boot U-106 pendant la Seconde Guerre mondiale, récipiendaire de la Croix de chevalier de la croix de fer de l'Allemagne nazie.
Le 14 mai 1942, Reinhard Suhren, commandant de l'U-564, coule le pétrolier mexicain Potrero del Llano. Le naufrage de ce navire, avec l'attaque contre un autre tanker, le Faja de Oro, contribue à décider le Mexique à entrer en guerre aux côtés des Alliés.

## Résumé de carrière

### Navires attaqués
En tant que commandant de l'U-106 Rasch est crédité des naufrages de douze navires pour un total de 78 553 tonneaux, d'un navire endommagé de 4 639 tonneaux et d'un navire de guerre auxiliaire endommagé de 8 246 tonneaux.
| Date            | U-Boot | Nom du navire         | Nationalité        | Tonnage | Fait      |
| --------------- | ------ | --------------------- | ------------------ | ------- | --------- |
| 28 octobre 1941 | U-106  | King Malcolm          | Royaume-Uni        | 5 120   | Coulé     |
| 30 octobre 1941 | U-106  | USS Salinas           | United States Navy | 8 246   | Endommagé |
| 24 janvier 1942 | U-106  | SS Empire Wildebeeste | Royaume-Uni        | 5 631   | Coulé     |
| 26 janvier 1942 | U-106  | Traveller             | Royaume-Uni        | 3 963   | Coulé     |
| 30 janvier 1942 | U-106  | Rochester             | États-Unis         | 6 836   | Coulé     |
| 3 février 1942  | U-106  | Amerikaland           | Suède              | 15 355  | Coulé     |
| 6 février 1942  | U-106  | Opawa                 | Royaume-Uni        | 10 354  | Coulé     |
| 5 mai 1942      | U-106  | Lady Drake            | Canada             | 7 985   | Coulé     |
| 21 mai 1942     | U-106  | SS Faja de Oro        | Mexique            | 6 067   | Coulé     |
| 26 mai 1942     | U-106  | Carrabulle            | États-Unis         | 5 030   | Coulé     |
| 27 mai 1942     | U-106  | Atenas                | États-Unis         | 4 639   | Endommagé |
| 28 mai 1942     | U-106  | Mentor                | Royaume-Uni        | 7 383   | Coulé     |
| 1er juin 1942   | U-106  | Hampton Roads         | États-Unis         | 2 689   | Coulé     |
| 11 octobre 1942 | U-106  | Waterton              | Royaume-Uni        | 2 140   | Coulé     |

### Décorations
- Médaille de service de longue durée de la Wehrmacht de 4e classe (8 avril 1938)[3]
- Croix d'Espagne en bronze sans épée (6 juin 1939)[3]
- Croix de fer (1939) 1re classe (11 juillet 1941)[3]
- Croix de chevalier de la croix de fer le 29 décembre 1942 en tant que Kapitänleutnant et commandant de l'U-106[4],[5]